# François Seydoux de Clausonne
François Seydoux de Clausonne (nome completo: Auguste Louis François Seydoux Fornier de Clausonne; Berlino, 15 febbraio 1905 – 30 agosto 1981) è stato un diplomatico francese.

## Biografia
Nato in Germania e cresciuto in una famiglia di diplomatici, studiò filosofia e diritto prima di intraprendere la carriera diplomatica nel 1928.
Nel 1933 divenne segretario presso l'ambasciata francese in Germania, rimanendovi fino al 1936, quando passò a lavorare presso il Ministero degli Esteri francese. Nel 1942 si arruolò nella Resistenza francese.
Nel 1949 divenne direttore degli affari europei per il Ministero degli Esteri francese, poi ambasciatore francese in Austria nel 1955, ed infine ambasciatore francese nella Germania Ovest dal 1958 al 1962 e dal 1965 al 1970. Per il suo ruolo svolto nella ratifica del Trattato dell'Eliseo ricevette nel 1970 il Premio Carlo Magno.
In seguito fu Consigliere di Stato ed esercitò delle funzioni amministrative in seno all'agence Havas, l'Office de radiodiffusion télévision française (ORTF) ed il consiglio superiore de l'Agence France-Presse.
Per una decina di anni fu anche corrispondente per la rivista Revue des deux Mondes.

## Opere
- Mémoires d’outre-Rhin (1975)
- Dans l’intimité franco-allemande (1977)
- Le Métier de diplomate (1980)